# Моторвагонный подвижной состав
Моторвагонный подвижной состав (МВПС) — общее название подвижного состава железных дорог, имеющего обмоторенные вагоны.
К МВПС относятся железнодорожные электропоезда, дизельпоезда, автомотрисы, электропоезда (и служебные дизельпоезда) метрополитена. Принципиальным отличием моторвагонного подвижного состава от состава на локомотивной тяге является то, что в нём все или некоторые вагоны как оборудованы двигателями и предназначены для тяги, так и имеют салоны для перевозки пассажиров; в поезде с локомотивной тягой вагоны являются несамоходными, а сам локомотив служит лишь для тяги.
Многие высокоскоростные поезда (ЭР200, Velaro, Синкансэн) являются «классическим» МВПС, так как некоторые из вагонов в составе (в некоторых случаях все вагоны, иногда исключая головной вагон) имеют обмоторенные оси. Однако имеются и исключения, существуют высокоскоростные поезда (TGV, Talgo) имеющие два однокабинных моторных вагона, подобные локомотивам, по концам поезда (отличие таких головных моторных вагонов от поездных локомотивов состоит лишь в том, что первые конструктивно неразрывно связаны между собой и со всеми остальными вагонами в составе и не рассчитаны на использование в качестве самостоятельных поездных локомотивов). В этом случае инженеры-конструкторы решают трудную задачу реализации большой мощности с каждой обмоторенной оси (с тем, чтобы получить высокую удельную мощность для всего состава).
МВПС используется как на железнодорожных линиях с частыми остановками и большим пассажиропотоком, так и на междугородных линиях с малым количеством остановок.
Наличие в МВПС большого количества обмоторенных осей позволяет иметь более высокую удельную мощность (соотношение мощности двигателей к массе подвижного состава), что позволяет получить высокие ускорения и высокие скорости.

## Типы моторвагонного подвижного состава
- Автомотриса — одиночный самоходный вагон на дизельной либо электрической (электромотриса) тяге; может быть как пассажирского, так и служебного назначения.
- Рельсовый автобус — автомотриса, как правило, небольшой мощности (сопоставимая по параметрам с обычным автобусом), иногда также под этим термином подразумевают пассажирский состав из двух и более таких автомотрис (например, РА2 модели 750.05).
- Электропоезд — состав из двух и более моторных вагонов, иногда также включающий прицепные вагоны, работающий на электрической тяге (за исключением электропоездов локомотивной тяги). На постсоветском пространстве электропоезд обычно содержит от 4 до 12 вагонов.
- Дизель-поезд — состав из двух и более моторных вагонов, иногда также включающий прицепные вагоны, работающий на дизельной тяге (за исключением дизель-поездов локомотивной тяги). На постсоветском пространстве дизель-поезд обычно содержит от двух до 6 вагонов.

## Галерея

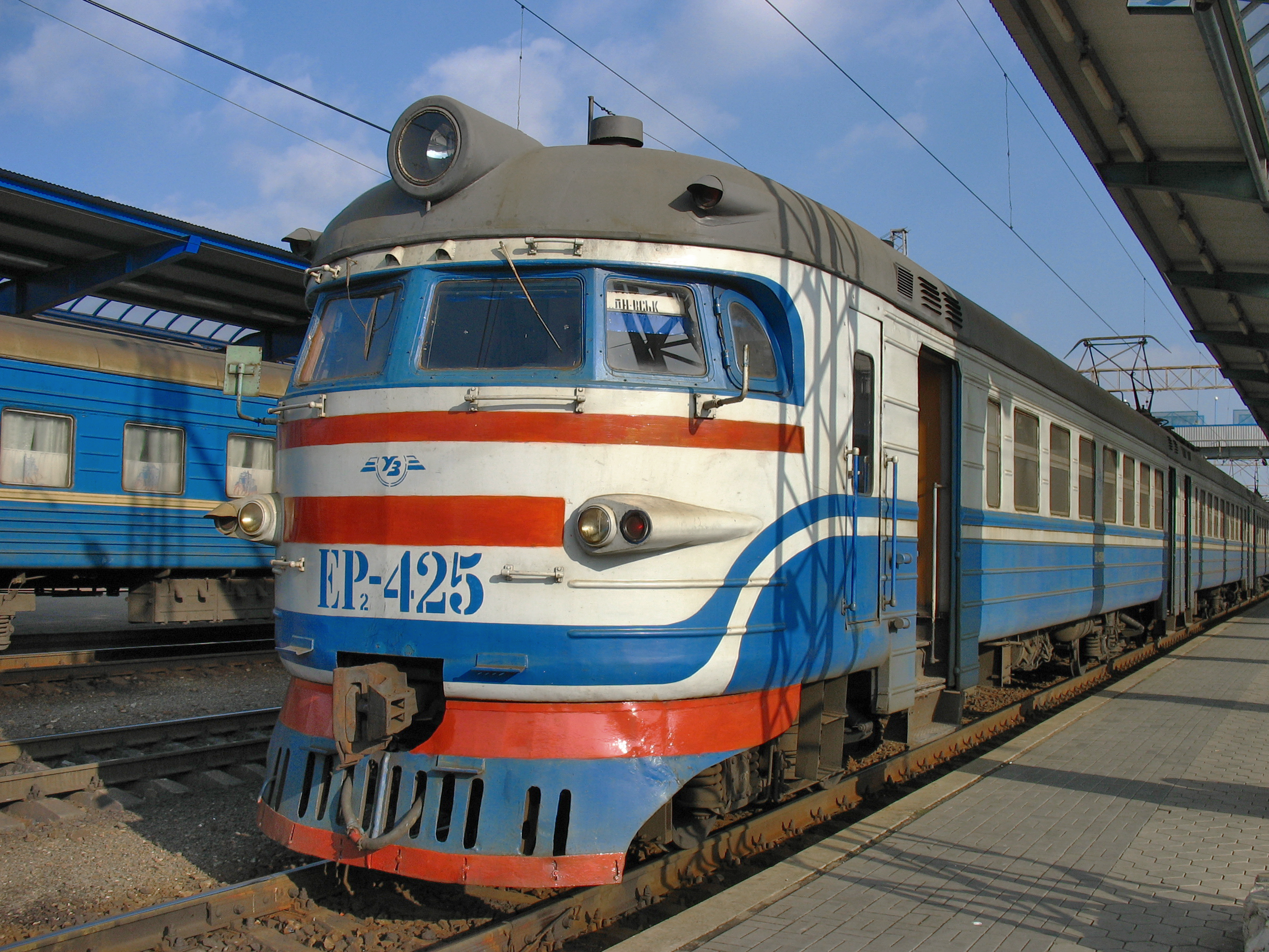
Классический электропоезд ЭР2 имеющий обмоторенные оси
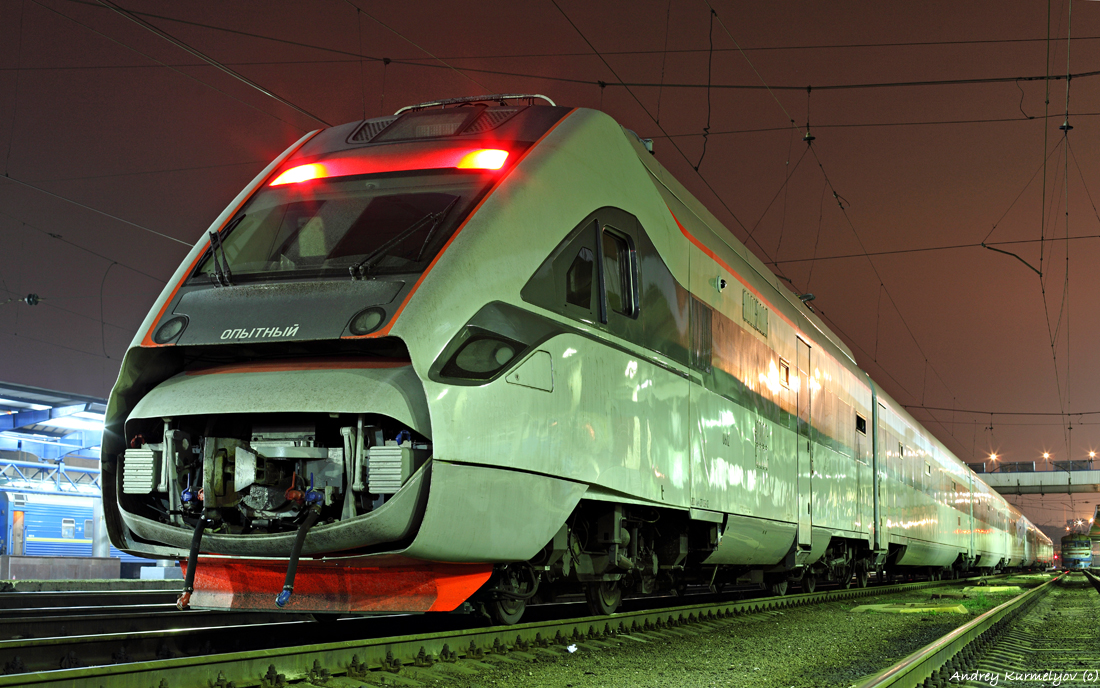
Электропоезд ЭКр1 имеющий два однокабинных моторных вагона, подобные локомотивам
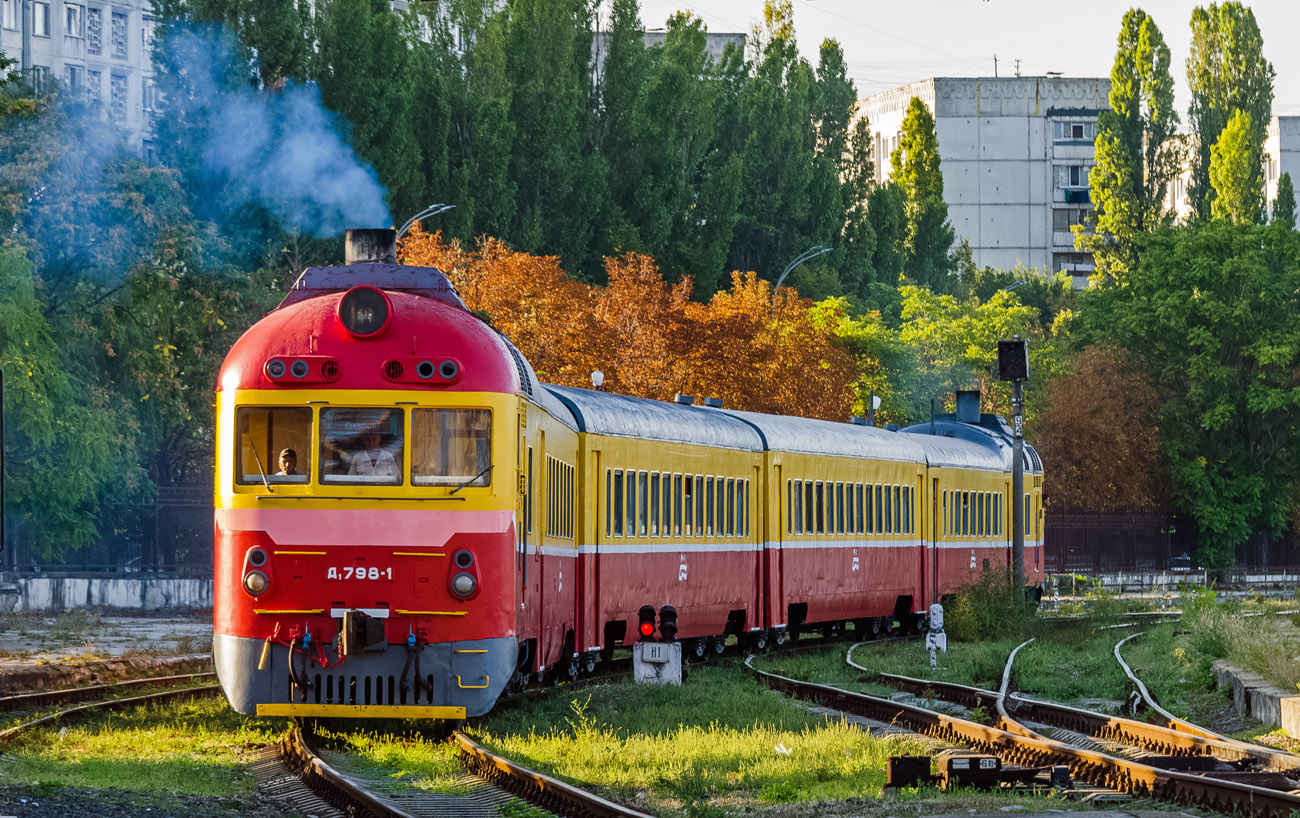
Дизель-поезд Д1
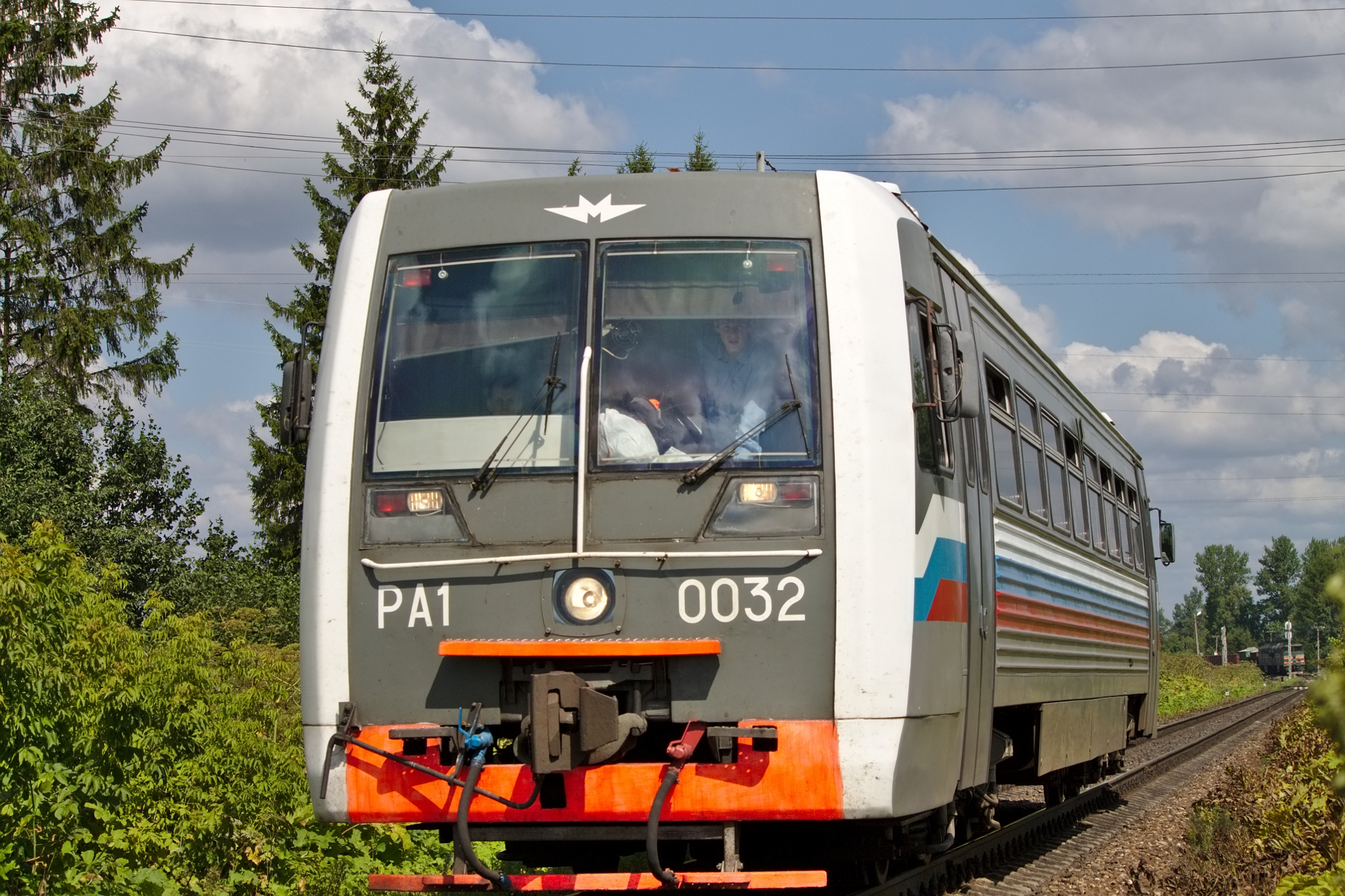
Автомотриса РА1
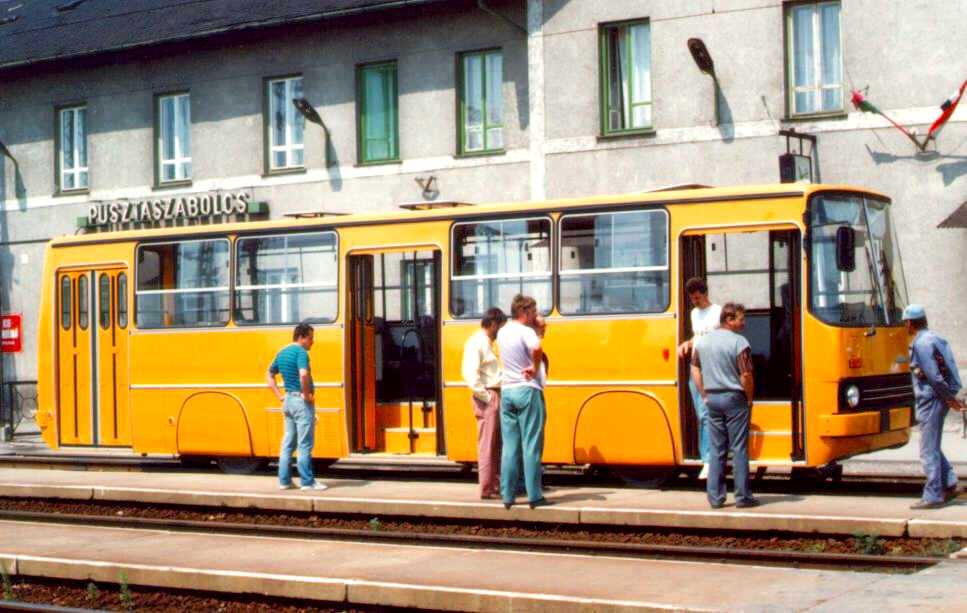
Рельсовый автобус на базе Ikarus 260